# あいづ
あいづは、東日本旅客鉄道（JR東日本）が郡山駅 - 会津若松駅間を磐越西線経由で運行する快速列車である。
本項では、かつて磐越西線で運転された優等列車・速達列車の沿革についても記述する。

## 概要
磐越西線の郡山駅 - 会津若松駅間には1960年代以降様々な形で「あいづ」という名の速達列車が設定されていたが、2015年の「あいづライナー」の廃止以降は定期列車における設定は途絶えていた。その後「あいづ」はキハ48形「みのり」を使用した臨時快速列車として年始を中心に運転されていたが、2020年（令和2年）3月14日のダイヤ改正より、従来の快速列車への指定席車両の設定に伴い、定期快速列車としての運行が開始された。
JR東日本で座席管理を行う定期快速列車において指定席が設定されている数少ない例であり、2022年3月のダイヤ改正時点では本列車と釜石線「はまゆり」のみである。

## 運行概況
朝9・10時台、昼14・15時台、夕方17・19時台にそれぞれ1往復が設定され、合計1日3往復の運転となっている。
停車駅など運行ダイヤは他の無愛称の快速列車に合わせられており、概ね所要時間は同じである。

### 停車駅
郡山駅 - 郡山富田駅 -  喜久田駅 - 磐梯熱海駅 - 猪苗代駅 - 磐梯町駅 - 会津若松駅

### 列車番号
列車番号は愛称なしの快速と共有しているため、付番にばらつきがある。
- 下り
  - 1号：3233M
  - 3号：3239M
  - 5号：3241M
- 上り
  - 2号：3232M
  - 4号：3234M
  - 6号：3242M

## 使用車両

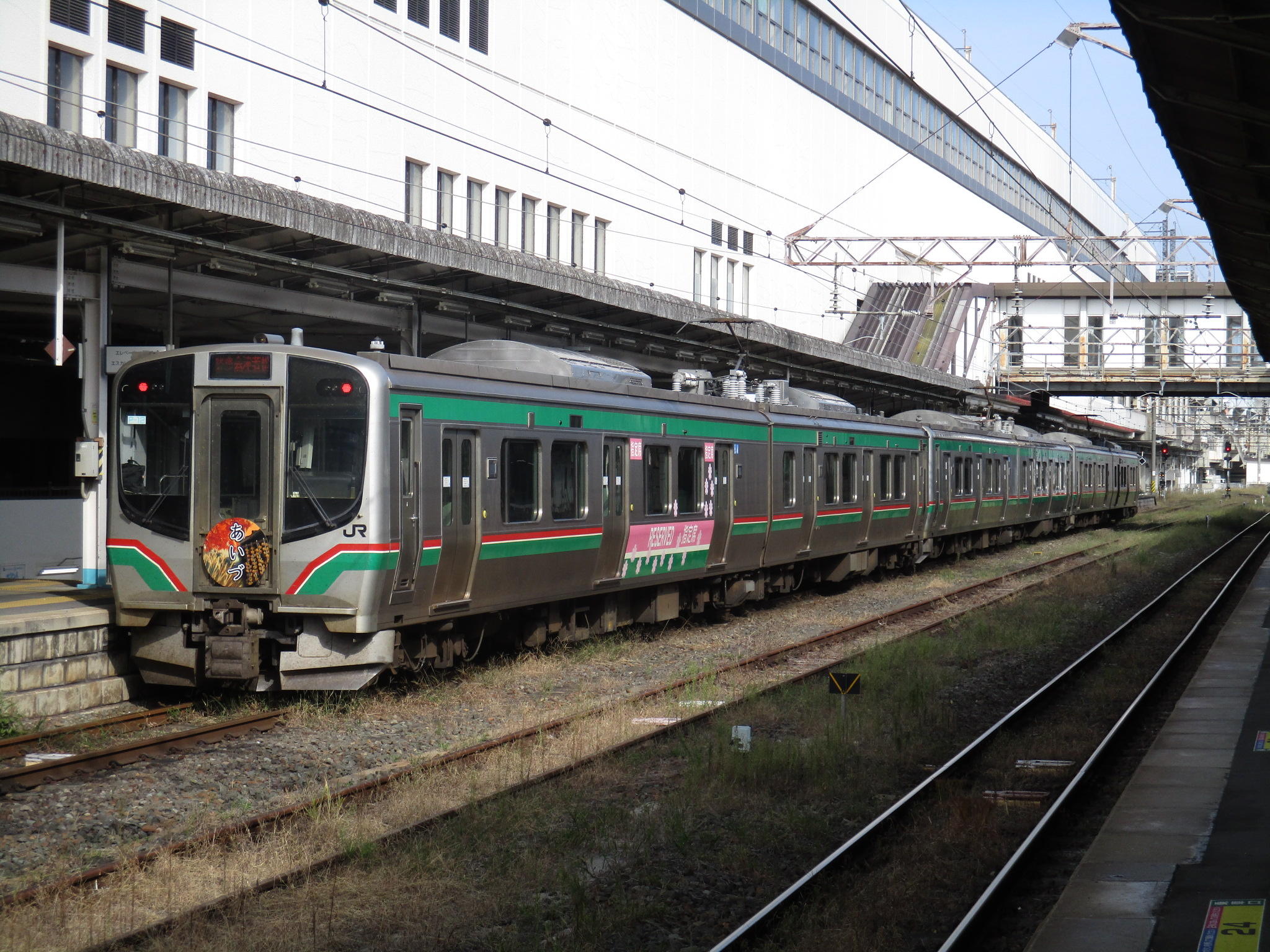
郡山駅に停車中の快速あいづ。臨時で6両編成となっている。

仙台車両センター所属のE721系電車が使用されており、全列車4両編成で運転される。編成のうち郡山方先頭車のトイレ寄りが指定席区画で、回転リクライニングシート14席が設置されている。その他の区画は自由席である。
なお車両メンテナンスの関係等により、指定席車両を連結しない場合がある。

## 磐越西線優等列車沿革
磐越西線は首都圏と新潟地方とを結ぶ路線の一部であり、戦前には寝台車を連結した夜行普通列車も運行されていた。ただ小駅を通過する列車は存在したものの、優等列車が設定されたのは戦後である。

### 戦後復興期 - 東北本線列車の乗り入れ
- 1955年（昭和30年）10月1日：ダイヤ改正により、上野駅 - 仙台駅間に東北本線急行103・104列車「松島」・準急109・110列車・上野駅 - 青森駅間の夜行普通117・118列車の3列車に郡山駅で分割・併合する3等車のみの磐越西線乗入れ車両が連結された。
  - 上野駅 - 会津若松駅間の所要時間は、急行「松島」併結客車が6時間20 - 45分・準急併結客車が6時間45分 - 7時間・夜行普通列車が7時間50分 - 8時間。
  - 運転区間は準急109列車併結のみ上野駅 - 喜多方駅間、他は上野駅 - 会津若松駅間。
- 1958年（昭和33年）10月1日：ダイヤ改正により、準急109・110列車に「あぶくま」の愛称が付く。上野駅 - 仙台駅間に急行「吾妻」が1往復増発され、「吾妻」にも上野駅 - 会津若松駅間の客車を併結。この結果、上野駅 - 会津若松駅間直通列車本数は4往復となる。

### 準急109 - 209・210 - 110列車「ばんだい」（上野駅 - 喜多方駅間）の登場
- 1959年（昭和34年）9月22日：「あぶくま」併結列車の磐越西線区間内を準急格上げし、「ばんだい」の愛称が付く。また仙台方面から磐越西線に乗入れる準急「あがの」「あいづ」を新設。
  - 「ばんだい」は上野駅 - 喜多方駅間1往復、「あがの」は仙台駅 - 新潟駅間2往復、「あいづ」は仙台駅 - 喜多方駅間1往復の運行。
- 1960年（昭和35年）6月1日：上野駅 - 会津若松駅間の準急「ひばら」（上野駅 - 郡山駅間「しのぶ」と併結/107 - 207・208 - 108列車）、毎日運転の臨時夜行準急「いわしろ」（上野駅 - 郡山駅間「出羽」と併結/1409 - 1209・1210 - 1410列車）が運転を開始。急行「松島」との併結運転は終了。
  - 上野駅 - 会津若松駅間の所要時間は、「吾妻」併結が5時間50 - 55分、「ばんだい」が5時間35 - 50分、「ひばら」が5時間25 - 30分、「いわしろ」が6時間05分、夜行普通列車が7時間50分 - 8時間。
- 1961年（昭和36年）10月1日：この日のダイヤ改正で上野駅 - 会津若松駅・喜多方駅間の定期準急「ばんだい」・不定期準急「いわしろ」・夜行普通列車を準急「ひばら」に統合・定期3往復とし、夜行は寝台車連結の109 - 2109・2110 - 110列車となる。急行「吾妻」併結の磐越西線乗入れ編成を急行「ばんだい」（35-2035・2036-36列車）に格上げし、計4往復となる。
- 1962年（昭和37年）6月10日：準急「ひばら」1往復（107 - 2107・108 - 2108列車）をキハ58系急行「ばんだい」1往復（101D・102D）に置換え。間合い運用で会津若松駅→郡山駅間片道運行の準急「いわしろ」を新設。
  - 東京⇔磐越西線直通列車は急行「ばんだい」2往復、準急「ひばら」2往復の計4往復となる。
- 1962年（昭和37年）10月1日：「ひばら」1往復（105 - 2105・106 - 2106列車）を急行「ばんだい」に格上げし、上野駅 - 郡山駅間は「鳥海」と併結（401 - 2401・2402 - 402列車）。
  - 東京⇔磐越西線直通列車は「ばんだい」は「吾妻」「鳥海」と併結の客車2往復・併結なしの気動車1往復の計3往復、「ひばら」は寝台車連結夜行1往復の総計4往復。
- 1963年（昭和38年）10月1日：上野駅 - （東北本線・磐越西線経由） - 新潟駅間の急行「いいで」を新設（上野駅 - 郡山駅間「ざおう」併結/403D - 2403D・2404D - 404D）。
- 1964年（昭和39年）3月20日：急行「吾妻」が455系電車に置換えられたため、「ばんだい」1往復の併結列車を「ざおう」に変更。毎日運転の臨時列車1401 - 1201・1202 - 1402列車となる。さらに1往復増発（上野駅 - 郡山駅間「ざおう」併結/407D - 2407D・2408D - 408D）。

### 特急列車の設定
- 1965年（昭和40年）10月1日：この日のダイヤ改正でキハ82系により上野駅 - 山形駅・会津若松駅間に特急「やまばと」運転開始（上野駅 - 郡山駅間併結）。
  - 当時は山形駅発着列車と区別するため「会津やまばと」とも称され、ヘッドマークには「やまばと」の上に小さく「会津」と記された。
  - 準急「あいづ」の運転区間を仙台駅 - 喜多方駅・会津線会津田島駅・会津川口駅[注 3]（1967年から季節列車として只見駅まで延長）間に変更。
- 1966年（昭和41年）3月5日：準急行料金制度の変更に伴い、準急「ひばら」「あがの」「あいづ」が急行列車に昇格。運行経路はともに変わらず。
- 1967年（昭和42年）：磐越西線郡山駅 - 喜多方駅間電化に伴い、急行「ばんだい」が455系電車化される。これに伴い、「ばんだい」の間合い運用で運転される準急「いわしろ」廃止。

- 1968年（昭和43年）10月1日：この日のダイヤ改正に伴い以下のように変更。
  - 上野駅 - 会津若松駅間の特急「やまばと」を特急「あいづ」に名称を変更し、上野駅 - 山形駅間運行の「やまばと」と分離して全区間での単独運転を開始[注 4]。
  - 「あいづ」は仙台運転所所属の483系・485系電車を投入[注 5]。
  - 仙台駅発着急行列車の愛称を「あいづ」から「いなわしろ」に変更（列車の詳細は只見線#多層階建て急行「いなわしろ」を参照）。
  - 「ひばら」を「ばんだい」に統合。
- 1978年（昭和53年）10月2日：この日のダイヤ改正で「あいづ」食堂車連結廃止。サシ481形に代わりサハ481形100番台を連結し座席数を増強。
  - 電車特急の先頭部幕式列車愛称表示器にイラストマークが登場、「あいづ」でも仙台運転所所属のクハ481形200番台・300番台に用意された。なお、ボンネット型車両の看板式列車名表示板については、イラストマークの図面のみ製作された[注 6]。
- 1982年（昭和57年）11月15日：東北新幹線開業によるダイヤ改正で以下のように変更される。
  - 急行「いいで」「いなわしろ」廃止。
  - 急行「ばんだい」2往復が郡山駅発着に変更列車は、磐梯町駅、塩川駅が停車駅となる。
  - 特急「あいづ」担当車両を仙台運転所から秋田運転区（→ 南秋田運転所 → 秋田車両センター→現・秋田総合車両センター南秋田センター）に移管[注 7]。
- 「ばんだい」・「いいで」停車駅（列車・時期よって異なる）
  - 上野駅 - 赤羽駅 - 大宮駅 - 古河駅 - 小山駅 - 宇都宮駅 - 氏家駅 - 矢板駅 - 西那須野駅 - 黒磯駅 - 黒田原駅 - 白河駅 - 矢吹駅 - 鏡石駅 - 須賀川駅 - 郡山駅 - 磐梯熱海駅 - 猪苗代駅 - 磐梯町駅 - 会津若松駅 - 塩川駅 - 喜多方駅 - 野沢駅 - 鹿瀬駅 - 津川駅 - 五泉駅 - 新津駅 - 新潟駅

- 1984年（昭和59年）2月1日：この日のダイヤ改正で3往復存在していた上野駅発着「ばんだい」の上野駅 - 郡山駅間廃止。以後は繁忙期に運転された上野駅 - 会津若松駅間の臨時急行「ばんだい」（郡山駅 - 会津若松駅間快速列車）を除き全列車郡山駅発着の快速列車となる。
- 1985年（昭和60年）3月14日：下りのみ停車だった須賀川駅が上りの停車も開始される。「つばさ」の停車駅の差し替えとして、西那須野駅が停車駅に追加。
- 1988年（昭和63年）上野駅 - 会津若松駅間の臨時急行「ばんだい」（磐越西線内快速列車）を「ひばら」に改称。
- 1990年（平成2年）3月10日：快速「ばんだい」の一部列車にグリーン席・普通車座席指定席連結編成の運用を開始[3]。
  - この為、仙台運転所所属のクハ455-44をクロハ455-1に改造し専用のS-40編成として郡山駅 - 会津若松駅・喜多方駅間を1日3往復に投入[注 8]。
  - 車両詳細については国鉄457系電車#クロハ455-1を参照。
  - 臨時急行「ひばら」は同年の年末年始輸送を最後に廃止。
- 1992年（平成4年）5月2-5日：上野駅 - 会津若松駅の臨時急行「レインボー会津路」運転（上野駅発5月2・3日運転、会津若松駅発5月4・5日運転)。[4]
- 1992年（平成4年）7月1日：特急「あいづ」は山形新幹線開業に伴い送り込み列車である在来線特急「つばさ」が廃止。このため運用を勝田電車区に移管し特急「ひたち」と共通運用の7両編成に短縮。
- 1993年（平成5年）11月30日：特急「あいづ」廃止[5]。
  - 廃止時停車駅
    - 上野駅 - 大宮駅 - 宇都宮駅 - 西那須野駅 - 黒磯駅 - 白河駅 - 須賀川駅 - 郡山駅 - 磐梯熱海駅 - 猪苗代駅 - 会津若松駅

### 磐越西線特急への再編

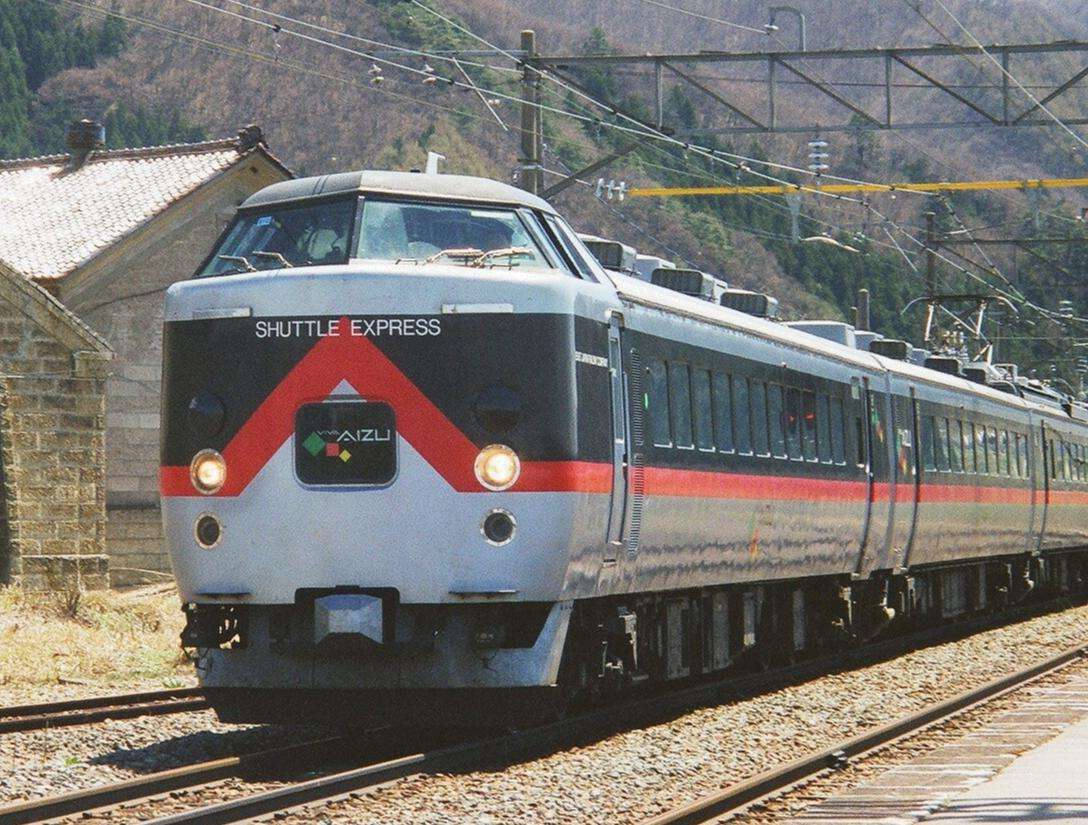
「ビバあいづ」

- 1993年（平成5年）12月1日より郡山駅 - 会津若松駅間を運行する特急「ビバあいづ」運転開始[5]。土休日や多客期には一部列車が会津若松駅 - 喜多方駅間を延長運転。
  - 運転時間1時間、走行距離64.6kmと短距離短時間の特急列車であったことから、編成には様々な特色が設けられた。
    - 3号車に組み込まれたモハ485-1008は「インビテーションカー」と称し、フリースペースを設け、会津の物産の展示などが行われた[5]。同車には会津若松市観光協会の職員が1名乗務していた。
    - 特急列車の車内放送冒頭で使用する車内チャイムのオルゴールは汎用される鉄道唱歌ではなく、会津地方の民謡「会津磐梯山」のオルゴールを使用[注 9]。
    - 専用編成が仙台電車区配置の1編成のみであったことから、月1回帰区する際は運休・代替快速列車を運転したほか、長期検査時には後述する他区所の485系で代走するケースもあった。

  - 「ビバあいづ」専用編成

| ← 会津若松郡山・喜多方 → |               |               |               |               |              |
| クロハ481 -1501          | モハ485 -1053 | モハ484 -1053 | モハ485 -1008 | モハ484 -1008 | クハ481 -345 |

- 1998年（平成10年）12月：「インビテーションカー」運用を終了。普通座席車に復元するとともに全検入場したため、11月10日 - 12月15日の間は勝田電車区から「ひたち」塗装の485系6両編成（K5編成）で代替運転[注 10]された。
- 1999年（平成11年）12月：「ばんだい」のグリーン車・普通車指定席の設定を終了。ただし座席や車内設備は一部を除きそのままの状態で維持された。
- 2001年（平成13年）
  - 7・8月：「ビバあいづ」編成の長期検査のため、約1か月間にわたり青森運転所の485系6両編成（国鉄色）で運転[注 11]。
  - 12月8日・9日：上野 - 会津若松間で特急「あいづ」復活運転[6]。
    - 青森運転所の485系6両編成を使用。なお12月1 - 7日の間は、「ビバあいづ」編成がATS-P形取付工事のため運休し、同編成が「あいづ」として郡山 - 会津若松間で運行された。

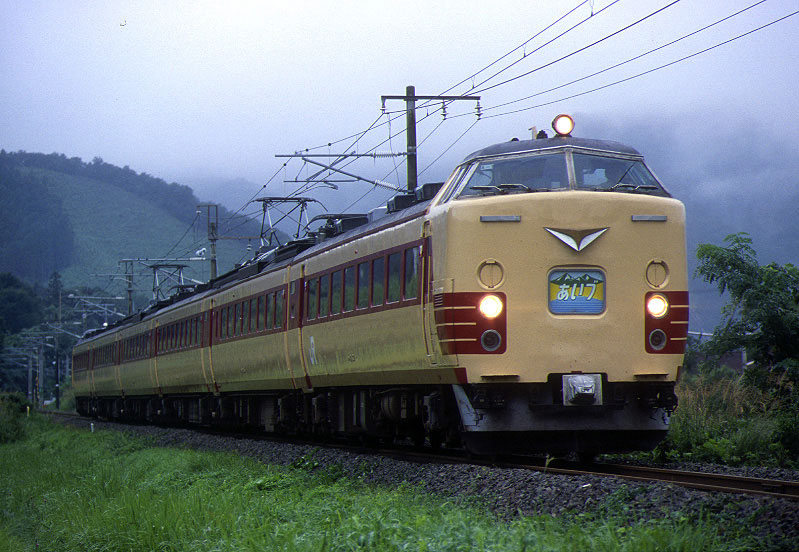
2002年仙台転入車の特急「あいづ」
（2003年9月）

- 2002年（平成14年）3月23日：磐越西線で土曜・休日ダイヤを施行。これにより、土曜日・休日に限り「ビバあいづ」の名称を「ホリデービバあいづ」に変更。運転区間も下り1本を除き郡山駅 - 喜多方駅間とし、運行本数を1往復増便の4往復とする。

- 2002年（平成14年）12月1日：「ビバあいづ」を「あいづ」に、「ホリデービバあいづ」を「ホリデーあいづ」に改称[7]。
  - これに伴い、青森運転所の485系6両編成1本が仙台電車区へ転属となり「あいづ」に投入された。「ビバあいづ」編成は12月7日の「さよならビバあいづ」を最後に磐越西線から撤退した。
  - またこの時、自由席特急料金が会津若松駅 - 郡山駅間で950円から距離に関わらず500円と大幅に値下げされた。
- 2003年（平成15年）1月：1982年の「いなわしろ」廃止後に消滅していた仙台方面からの乗入れ列車が、臨時快速「白虎」で21年ぶりに運転。

### 特急列車廃止後の展開
- 2003年（平成15年）10月1日：「あいづ」「ホリデーあいづ」を快速列車に格下げし、愛称を「あいづライナー」に統一・変更[8][9]。特急料金を廃止し、自由席は普通運賃のみで乗車可能となる。
  - 「あいづライナー」には、引き続き観光需要にも対応するためグリーン車連結編成を投入。
  - 「ばんだい」「あいづライナー」の停車駅
  - 郡山駅 -（喜久田駅）- 磐梯熱海駅 - 猪苗代駅 - 磐梯町駅 - 会津若松駅（- 塩川駅 - 喜多方駅）
  - 括弧内の駅は「ばんだい」の一部列車が停車。
- 2004年（平成16年）8月31日：「あいづライナー」運転休止。ただし、名目上10月15日まで運行され、10月16日に「ばんだい」[10]「あいづライナー」の名称を廃止。
- 2007年（平成19年）3月18日：快速「あいづライナー」を仙台車両センター485系「あかべぇ」車で運転再開。「あいづライナー」の他にも列車愛称のない全車自由席快速列車も設定された。
  - 後述する元小山車を除いて、ヘッドマークは「あいづ」のものが流用された。
  - 全車普通車で、1 - 4号車が自由席、5・6号車が指定席[注 12]とされた。
  - 「あいづライナー」（2代）の停車駅
  - 郡山駅 -（喜久田駅）- 磐梯熱海駅 - 猪苗代駅 - 磐梯町駅 - 会津若松駅（ - 塩川駅 - 喜多方駅）
  - 喜久田駅は3・4号のみ停車。
  - 会津若松駅 - 喜多方駅間は多客期の1・4号のみ運転。
  - 9月2日：「ばんだい」で運用されていた455系電車の営業運転終了により「さよなら455系あかべぇ号」が郡山 - 喜多方間で1往復運転された。
- 2011年（平成23年）6月2日：2011年春に「あかべぇ」車が郡山総合車両センターに入場し、国鉄特急色へ塗装変更[11][12]。
- 2012年（平成24年）2月25日：小山車両センターから仙台車両センターに転属した485系6両編成に「あかべぇ」と「起き上がり小法師」のラッピングを施工し、「あいづライナー」に投入[13]。国鉄特急色編成は検査・故障時の代走用に変更。
- 2015年（平成27年）3月14日：使用車両老朽化により「あいづライナー」が廃止[14]。同年3月15日に団体専用列車として「さよなら快速「あいづライナー」」が運転された。
- 2016年（平成28年）12月29日：帰省向けの臨時列車として、キハ48形「みのり」を使用した快速「あいづ」が翌年1月まで運転される。以降、2019年-2020年シーズンまで設定された。
- 2020年（令和2年）3月14日：指定席車両の設定に伴い、快速「あいづ」が設定される[1][15]。定期列車としての「あいづ」の愛称の復活は17年ぶりである。

## 特急「あいづ」の臨時運転
2005年夏期以降、会津地方の観光キャンペーンである「あいづデスティネーションキャンペーン」開催に合わせて特急列車として臨時運転されている。
- 前述の「ビバあいづ」編成も含めリニューアル改造を施工。詳細については国鉄485系電車#「ビバあいづ」用改造を参照。

### 2005年の運行

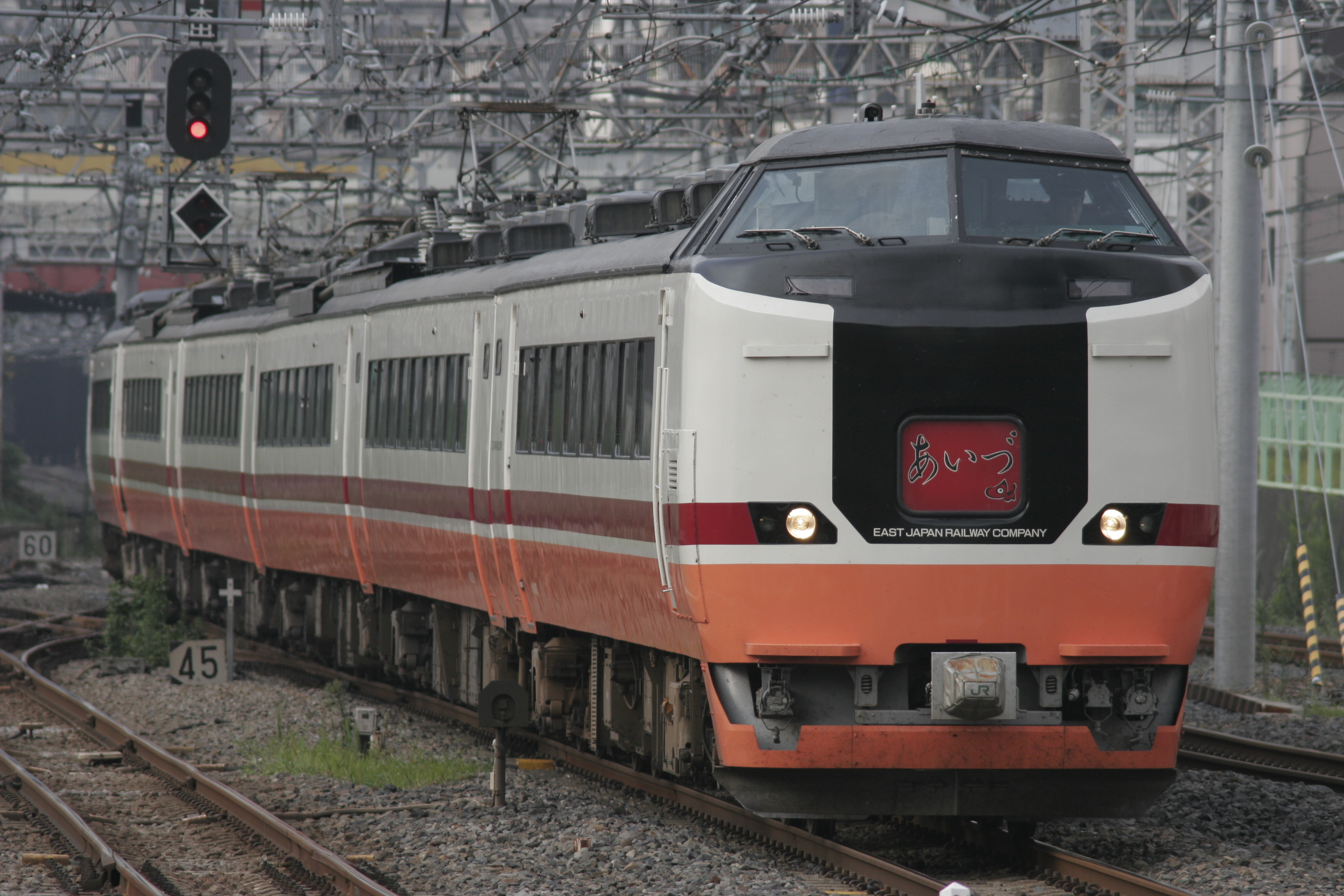
2005年改造車

2005年7月1日 - 9月30日　会津地方の観光キャンペーン「あいづデスティネーションキャンペーン」開催に合わせ以下の特急列車復活運転が行われた。
- 「オープニングあいづ」：会津若松駅→喜多方駅間。7月1日に片道のみ運行。
- 「あいづ」：新宿駅 - 喜多方駅間。7月2日 - 7月18日・8月20日 - 9月25日の土曜・休日と7月30日・7月31日・8月6日・8月7日に1日1往復運行。
- 「アクセスあいづ」：郡山駅 - 会津若松駅間。7月4日 - 9月30日の平日に1日2往復運行[注 13]

1993年まで運転された「あいづ」との相違点
- 新宿駅発着となり、首都圏を朝出発し夜に戻るダイヤ[注 14]。
- 「ビバあいづ」・「あいづライナー」でも設定されていたグリーン席を設置せず、普通車座席指定席のみの設定となり、グリーン席なしのリニューアル車6両編成が投入された。
  - 充当編成は、後に再改造され東武日光線・鬼怒川線直通特急「日光」・「きぬがわ」に転用。
  - 磐越西線内のみ運行の「オープニングあいづ」・「アクセスあいづ」は、自由席を設定。
- 磐越西線内の特定特急料金制度を「あいづ」で設定。

停車駅
- 「オープニングあいづ」：会津若松駅 - 喜多方駅
- 「あいづ」：新宿駅 - 池袋駅 - 大宮駅 - 小山駅 - 宇都宮駅 - 黒磯駅 - 郡山駅 - 磐梯熱海駅 - 猪苗代駅 - 会津若松駅 - 喜多方駅
- 「アクセスあいづ」：郡山 - 磐梯熱海 - 猪苗代 - 会津若松

### 2006年の運行
2006年7月29日 - 9月30日に「この夏も会津へ2006キャンペーン」の一環として運行された。

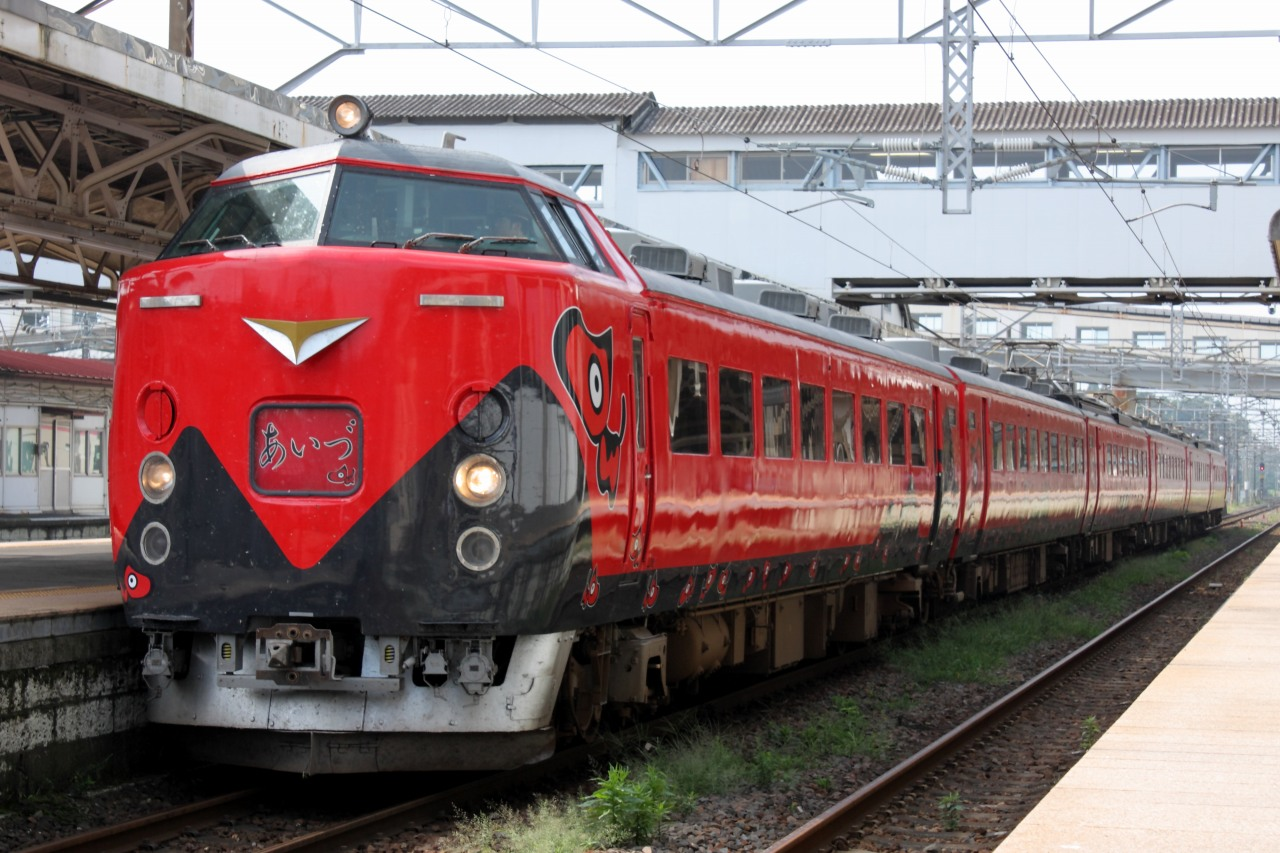
2006年改造
「あかべぇ」車

- 前年までの新宿駅発着から、土曜・休日は上野駅発着の「あいづ」、平日は仙台駅発着の「仙台あいづ」として運行。
  - 「仙台あいづ」はキャンペーン終了後も引き続き11月5日までの土曜・休日に運行。
- 使用車両は3月に青森車両センターから仙台車両センターへ転入した485系電車6両編成リニューアル改造車（通称「あかべぇ」車）を充当。
- 基本的に前年の運行概況に準じるが、最混雑時となる8月12日・13日に「あいづ」の運行はなし。
- 「あいづ」は普通車座席指定席のみ（うち1両のみ喫煙車）。
- 「仙台あいづ」は3両自由席を設定（喫煙車は指定席のうち1両）。
  - 福島・仙台の両都市圏からの利用を促進させるため自由席では定期券乗車を可能とした。

停車駅
- 「あいづ」：上野駅 - 赤羽駅 - 大宮駅 - 小山駅 - 宇都宮駅 - 黒磯駅 - 郡山駅 - 磐梯熱海駅 - 猪苗代駅 - 会津若松駅 - 喜多方駅
- 「仙台あいづ」：仙台駅 - 岩沼駅 - 白石駅 - 福島駅 - 二本松駅 - 郡山駅 - 磐梯熱海駅 - 猪苗代駅 - 会津若松駅 - 喜多方駅

### 2007年の運行
2007年7月1日 - 9月30日に「この夏も会津へ2007キャンペーン」の一環として運行された。運行概況は以下のとおり。
- 7月1日 - 8月5日と8月25日 - 9月30日の土曜・休日のみの運行で、上野駅 - 喜多方駅間で運行された（停車駅は下記参照）。
- 使用車両は前年改造の快速「あいづライナー」用485系6両編成。
  - 「あいづ」運転時の「あいづライナー」は583系で運行。
- 普通車全車指定席。
- 停車駅は2006年運行と同じで以後2009年運行まで引き継がれる。

### 2008年の運行
2008年7月19日 - 9月28日の土曜・休日に復活運転（8月9 - 10日・16 - 17日、9月23日を除く）。使用車両や座席種別などは2007年の運行と同じとなる。

### 2009年の運行
| 新潟車両センターT18編成による「あいづ」 |  | シール式の側面行先表示 |
| 新潟車両センターT18編成による「あいづ」 |  | シール式の側面行先表示 |

2009年7月4日に下り列車が、翌5日には上り列車が新潟車両センター所属の485系T18編成で運転された。前面のヘッドマークおよび側面の行先表示は表示コマが用意されていないためにシール式のものが使用された。
また、7月18日から8月2日までの土休日（7月25日は下りのみ）・8月29日 - 30日・9月19日 - 23日は、例年通り「あかべぇ」車で運転。

### 2010年の運行
7月17日 - 19日・7月31日・8月1日・8月7日 - 8日・8月28日 - 29日・9月18日 - 20日・9月23日に、例年通り「あかべぇ」車で運転。

### 2011年の運行
7月23日に団体臨時列車として、新潟車両センターの485系K1編成で上野 - 喜多方間片道運転。前面のヘッドマークは表示コマが用意されていないためにシール式のものが使用された。
また、9月23日にも団体臨時列車として、仙台車両センター485系の国鉄特急色で上野 - 会津若松間片道運転が設定されていたが、台風15号の影響により東北本線黒磯 - 郡山間が不通となったため、郡山 - 会津若松間の運転に短縮された（上野 - 郡山間は東北新幹線による振替）。

### 2016年の運行

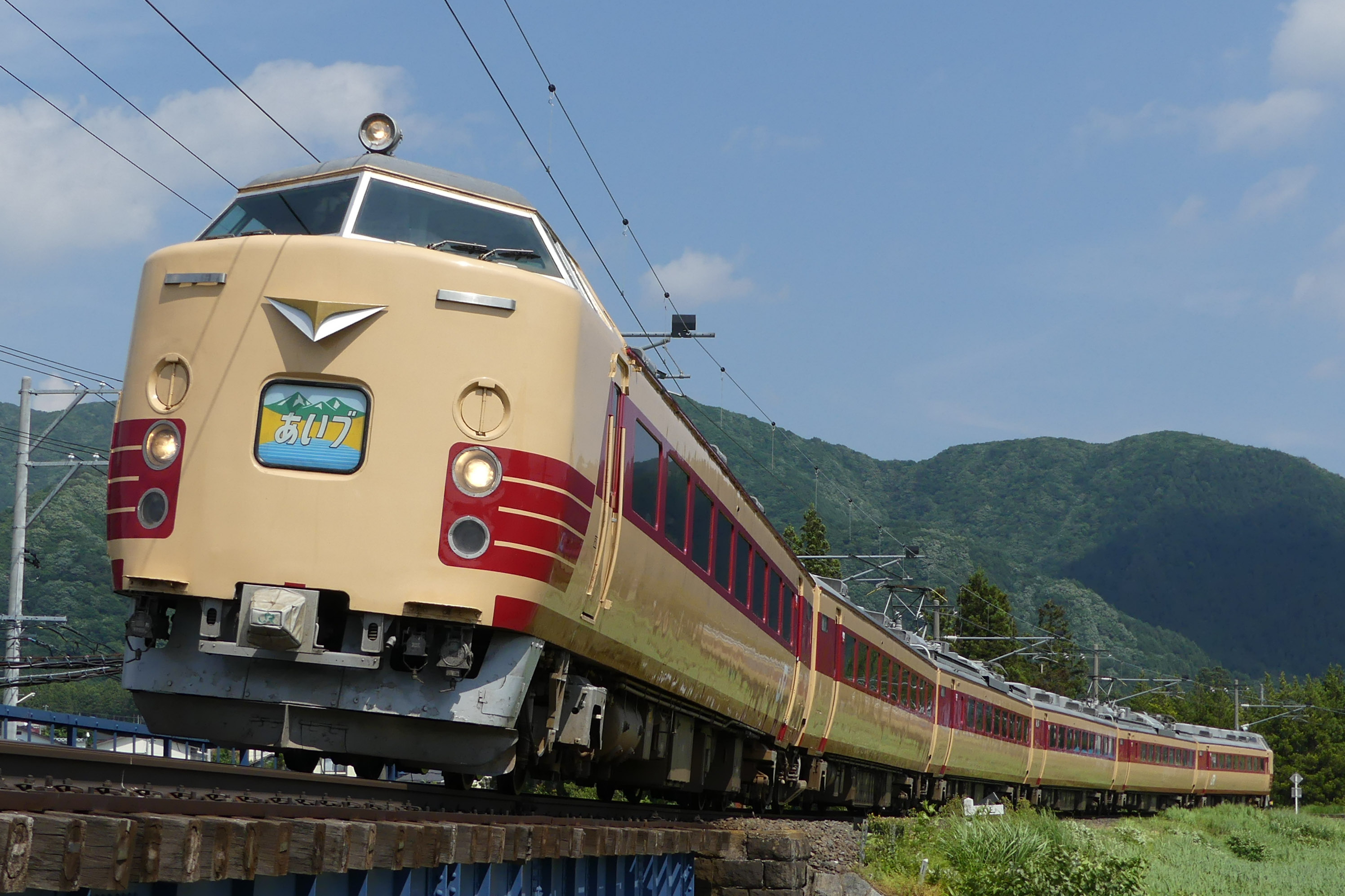
リバイバルあいづ（2016年6月）

2016年6月には485系を使用して再び「リバイバルあいづ」が運行された。

## その他
- 新潟駅から磐越西線経由で上野駅を結んでいた「いいで」の普段の乗車率は50%-60%と突出したものではなかったが、上越線が豪雪で運行不能になると乗車率は250%に達し、途中駅から乗車ができなくなるほどの活況を見せていた[18]。